# 司譯院
司译院是朝鲜太祖2年（1393年）设立的外语教育机构，同时也是负责翻译、口译事务与实际业务的官署。在高丽时期曾被称为通文馆、象院，这些称呼也被作为别名沿用。
司译院正式教授的语言包括汉学（汉语）、女真学（后因清朝兴起，又称“清学”）、蒙古学、倭学（即日语）。
除了负责国际交流中的翻译和口译工作外，司译院还负责向朝鲜国内传播中国的科学与技术知识。很多译官曾亲赴中国学习科技，发挥了知识引进的桥梁作用。

## 原址

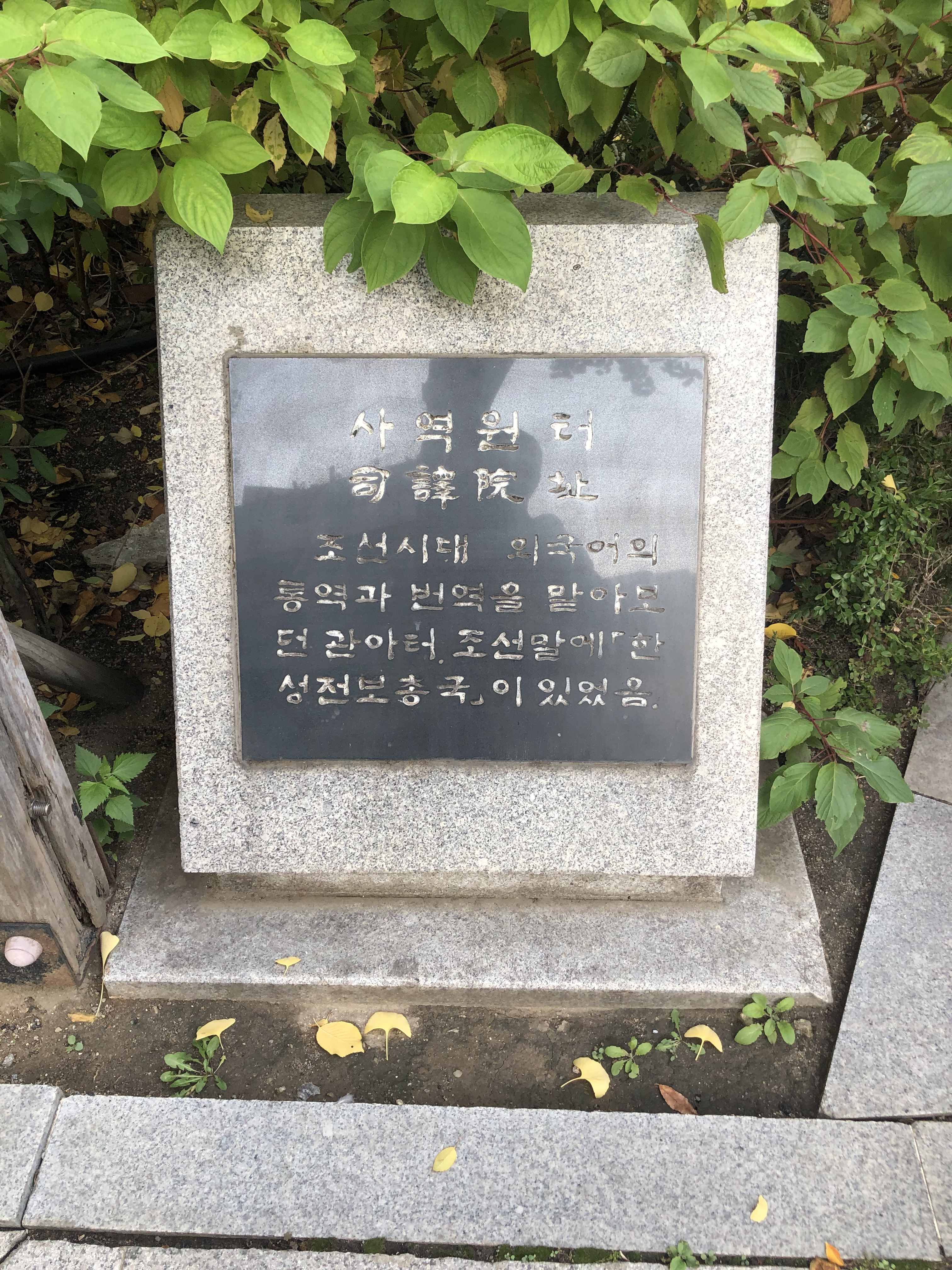
办公处原址边的路标

司译院原址位于今首尔特别市世宗路，即今天世宗文化会馆西侧的钟路区世宗路81-7一带。其建筑群包括：官员办公的大厅、楼阁「冽泉楼（열천루）」、训上堂上厅（훈상당상청）、上司堂上厅（상사당상청）、汉学典函厅（한학전함청）等20余栋建筑。
由于大厅的建筑规模在各各政府机构中颇为宽敞，在国家修史或举办重要活动时，常借用司译院的场地。

## 官职
| 官阶   | 职位名称                 | 编制人数 | 备注                                                             |
| ------ | ------------------------ | -------- | ---------------------------------------------------------------- |
| 正三品 | 正（정）                 | 1人      | 限汉学（汉语）专攻者担任。                                       |
| 从三品 | 副正（부정）             | 1人      | 《续大典》（1746年编成的朝鲜法典）中废除。                       |
| 从四品 | 僉正（첨정）             | 1人      |                                                                  |
| 从五品 | 判官（판관）             | 2人→1人  | 《续大典》中裁减一人。                                           |
| 从六品 | 主簿（주부）             | 1人      |                                                                  |
| 从六品 | 漢學敎授（한학교수）     | 4人      | 2人为译官，2人为文官兼任。负责实际教学，并遴选能与外使交流之人。 |
| 从七品 | 直长（직장）             | 2人→1人  | 《续大典》中裁减。                                               |
| 从八品 | 奉事（봉사）             | 3人→2人  | 《续大典》中裁减。                                               |
| 正九品 | 副奉事（부봉사）         | 2人      |                                                                  |
| 正九品 | 漢學訓導（한학훈도）     | 4人      | 2人为前教诲人员中由本厅推荐，亦有文官出任者。承担实际教学任务。  |
| 正九品 | 倭學訓導（왜학훈도）     | 2人      |                                                                  |
| 正九品 | 女眞學訓導（여진학훈도） | 2人      | 后于显宗时期更名为清学训导。                                     |
| 正九品 | 蒙學訓導（몽학훈도）     | 2人      | 蒙古语教学相关。                                                 |
| 从九品 | 参奉（참봉）             | 2人      |                                                                  |
| 吏属   | 書吏（서리）             | 6人→4人  | 《大典通编》（1785年编成的朝鲜法典）中降为“书员”。               |
| 吏属   | 使令（사령）             | 8人      |                                                                  |